# Carpobrotus acinaciformis
La flor del cuchillo (Carpobrotus acinaciformis) es una especie de planta suculenta perenne nativa de Sudáfrica perteneciente a la familia Aizoaceae.

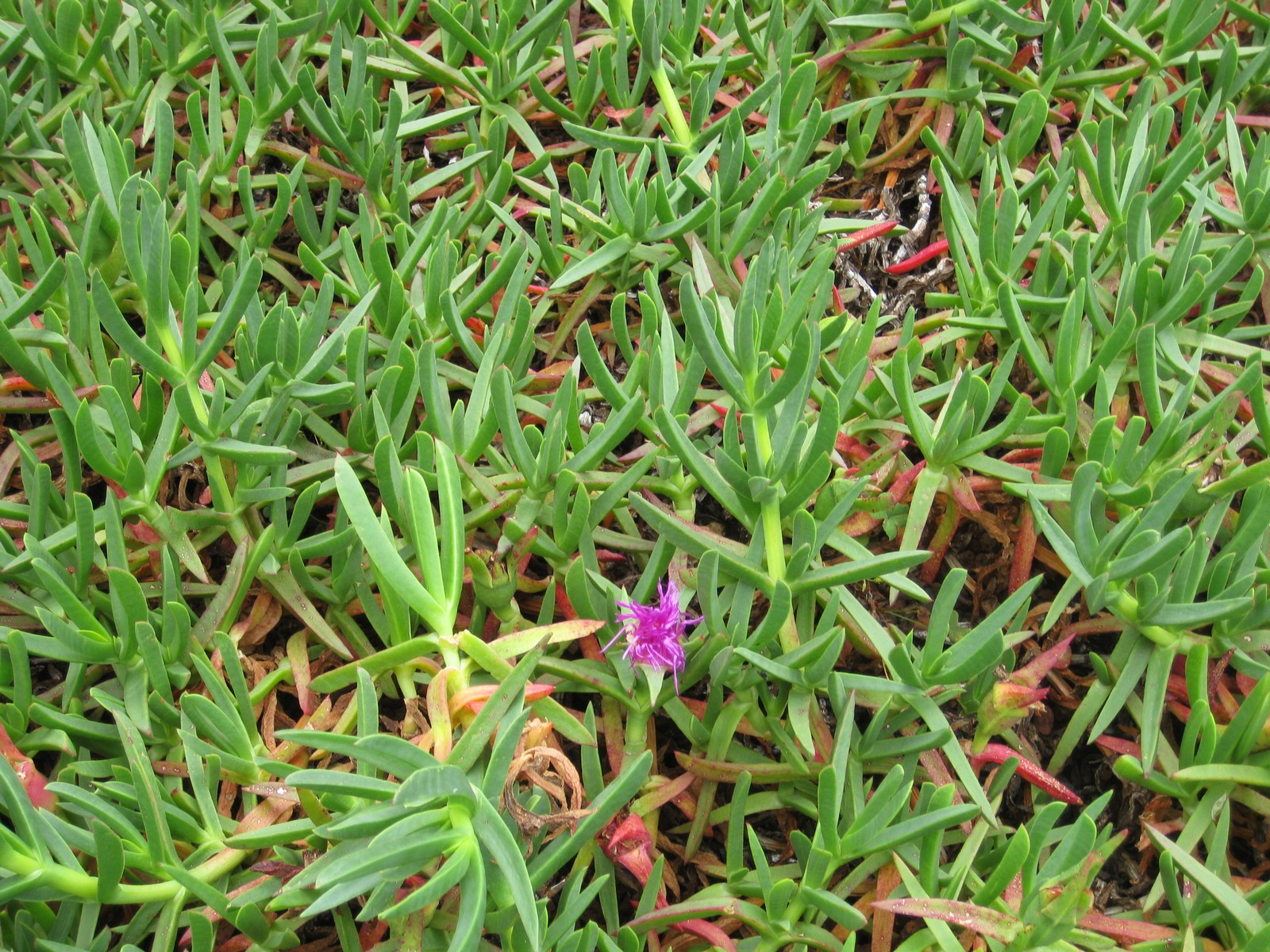
Detalle de las hojas

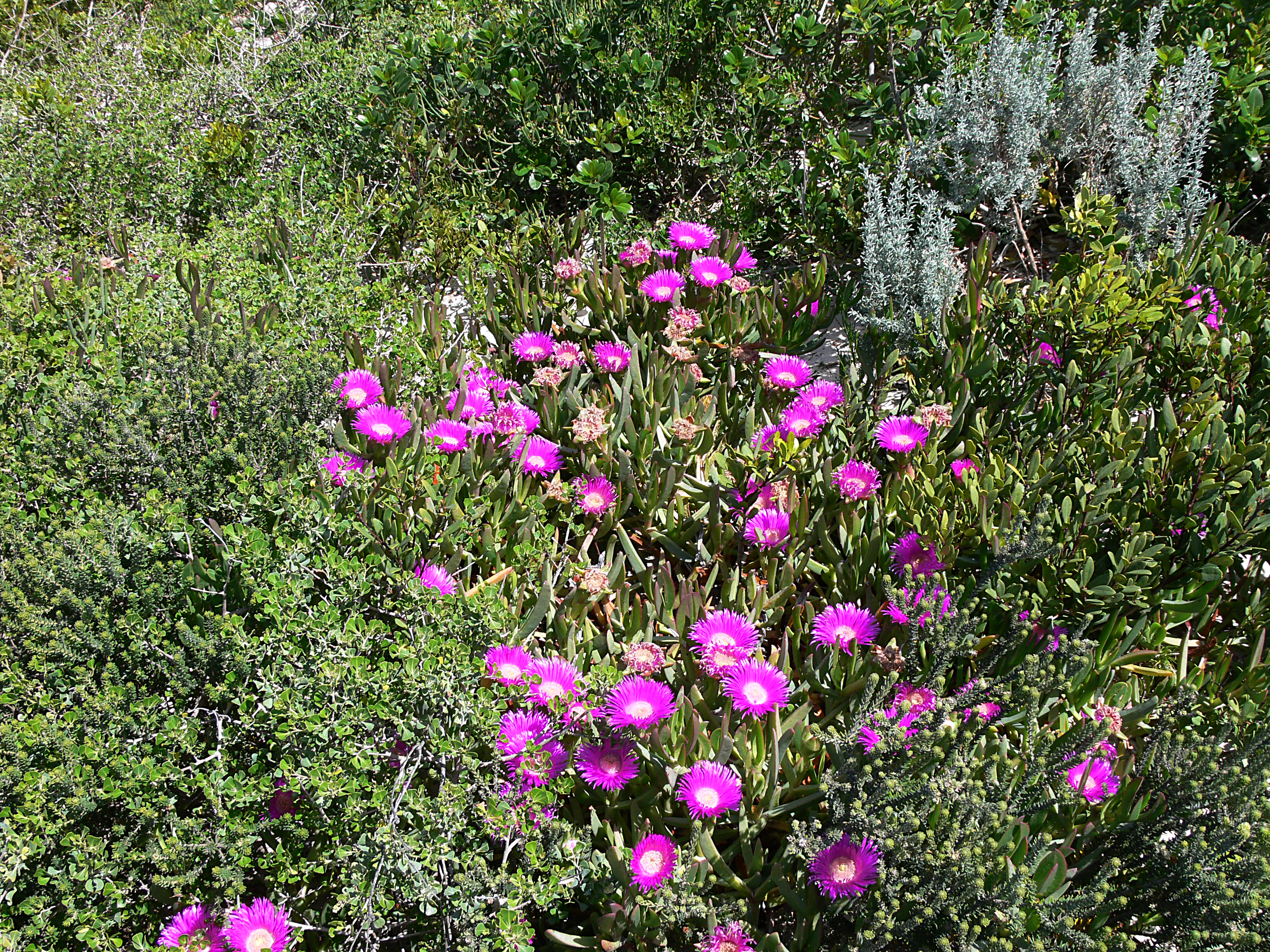
Vista de la planta en su hábitat

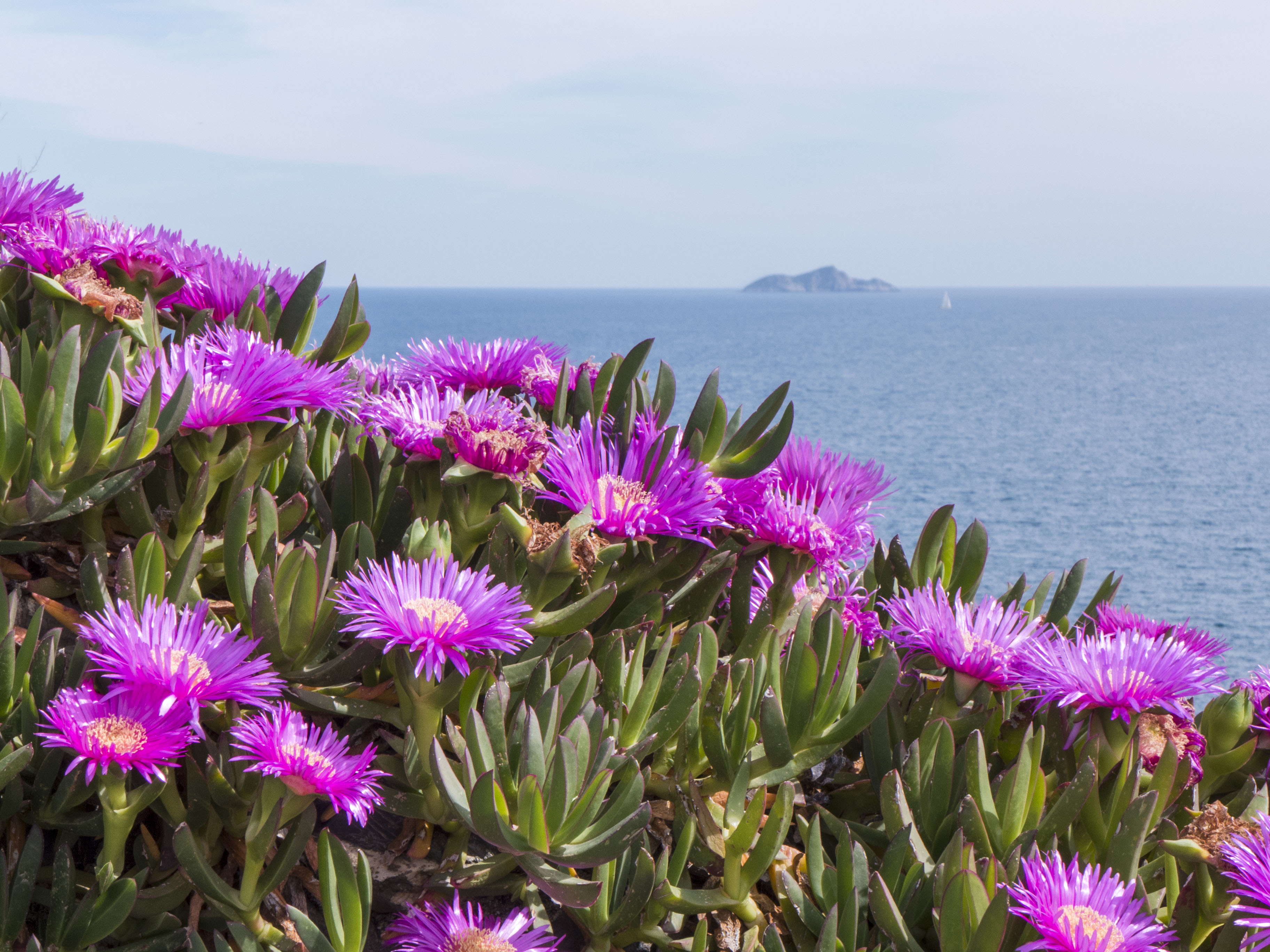
Plantas con flores

## Descripción
Planta perenne suculenta de hojas gruesas, crasas de 4-13 cm, opuestas de sección triangular. Tiene un porte rastrero con tallos largos muy ramificados (hasta 1,5 m). Con grandes flores de color magenta (hasta 12 cm) solitarias y terminales. Falsos estambres purpúreos, lo que la diferencia de Carpobrotus edulis.

## Especie invasora
Son ampliamente cultivadas, especialmente para fijación de dunas y taludes. Se naturalizó en Europa a finales del siglo XVII en zonas cercanas al mar.
Presenta un marcado carácter invasor debido fundamentalmente a su capacidad de multiplicación vegetativa (reproducción asexual por agamospermia) y reproducción sexual. Roedores y gaviotas dispersan los frutos, mientras que su sabor desagradable limita el control por parte de herbívoros.

### España
Debido a su potencial colonizador y constituir una amenaza grave para las especies autóctonas, los hábitats o los ecosistemas, esta especie ha sido incluida en el Catálogo Español de Especies Exóticas Invasoras, regulado por el Real Decreto 630/2013, de 2 de agosto, estando prohibida en España, salvo Canarias, su introducción en el medio natural, posesión, transporte, tráfico y comercio.

## Taxonomía
Carpobrotus acinaciformis fue descrita por (L.) L. Bolus  y publicado en Fl. Pl. South Africa 7: t. 247 1927.
Etimología
Carpobrotus: nombre genérico que deriva del griego karpos (fruta) y brota (comestible) y se refiere a que son frutas comestibles.
acinaciformis: epíteto latino que significa "con forma de cimitarra".
Sinonimia
- Mesembryanthemum acinaciforme L. (1753) basónimo
- Abryanthemum acinaciforme (L.) Rothm.
- Carpobrotus concavus L.Bolus (1936)
- Carpobrotus vanzijliae L.Bolus (1927)
- Carpobrotus laevigatus (Haw.) N.E.Br.
- Mesembryanthemum laevigatum Haw. (1803)
- Carpobrotus laevigatus (Haw.) Schwantes
- Carpobrotus rubrocinctus (Haw.) N.E.Br.
- Mesembryanthemum rubrocinctum Haw. (1812)
- Carpobrotus subalatus (Haw.) N.E.Br.
- Mesembryanthemum subalatum Haw. (1803)[8]

## Nombres comunes
Flor del cuchillo, uñas de gato y uña de león.